# Riccardia latifrons
Riccardia latifrons là một loài rêu trong họ Aneuraceae. Loài này được Lindb. Lindb. mô tả khoa học đầu tiên năm 1875.